# Municipio de La Crosse
El municipio de La Crosse (en inglés: La Crosse Township) es un municipio ubicado en el condado de Jackson en el estado estadounidense de Minnesota. En el año 2010 tenía una población de 156 habitantes y una densidad poblacional de 1,72 personas por km².

## Geografía
El municipio de La Crosse se encuentra ubicado en las coordenadas 43°47′52″N 95°23′39″O / 43.79778, -95.39417. Según la Oficina del Censo de los Estados Unidos, el municipio tiene una superficie total de 90.58 km², de la cual 90,38 km² corresponden a tierra firme y (0,22 %) 0,2 km² es agua.

## Demografía
Según el censo de 2010, había 156 personas residiendo en el municipio de La Crosse. La densidad de población era de 1,72 hab./km². De los 156 habitantes, el municipio de La Crosse estaba compuesto por el 100 % blancos. Del total de la población el 0 % eran hispanos o latinos de cualquier raza.